# جام ملت‌های آمریکای جنوبی ۱۹۲۱
جام ملت‌های آمریکای جنوبی ۱۹۲۱ (انگلیسی: 1921 South American Championship) پنجمین دوره جام ملت‌های آمریکای جنوبی بود. این مسابقات از ۲ تا ۳۰ اکتبر ۱۹۲۱ در بوئنوس آیرس برگزار شد. کشورهای شرکت‌کننده  آرژانتین، برزیل، پاراگوئه (از این دوره به این مسابقات اضافه شد) و اروگوئه بودند. در این دوره در ابتدا قرار بود با حضور پنج تیم برگزار شود اما شیلی از رقابت‌ها کناره‌گیری کرد.
آرژانتین در این مسابقات قهرمان شد و اولین عنوان قهرمانی خود در این رقابت‌ها را بدست آورد.

## ورزشگاه‌ها
| بوئنوس آیرس       | بوئنوس آیرس |
| ----------------- | ----------- |
| Sportivo Barracas |             |
| ظرفیت: ۳۰٬۰۰۰     |             |
|                   |             |

## مروری بر مسابقات

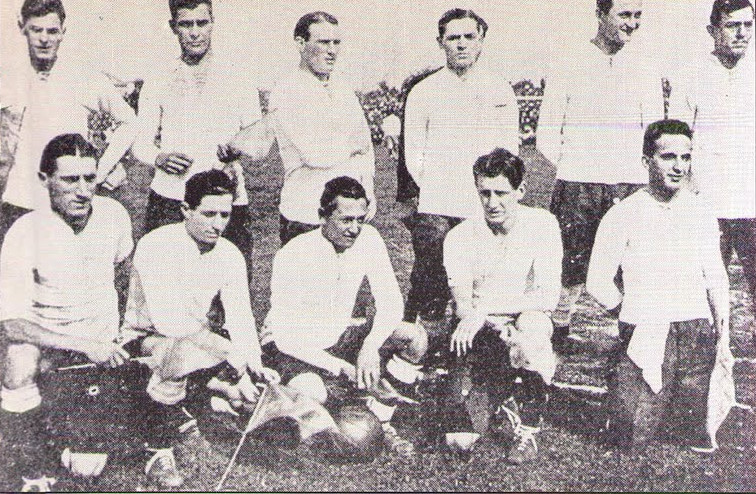
جام ملت‌های آمریکای جنوبی ۱۹۲۱

مردم آرژانتین انتظارات زیادی از دیدار نهایی بین آرژانتین و اروگوئه و کسب اولین عنوان قهرمانی داشتند. سباستین گارسیا، رئیس لیگ محلی روزاریو آرژانتین، مقدماتی را برای حضور مردم در این مسابقه فراهم کرد به طوری که بلیط‌هایی با قیمت پایین از روزاریو به بوئنوس آیرس برای آنها فراهم کرد تا بازی را از نزدیک ببینند. نزدیک به ۳۰۰۰ نفر از روزاریو برای حمایت از همشریان خود در تیم ملی یعنی جولیو لیبوناتی، بلاس ساروپپو، آدولفو سل و فلوریندو بارزوتی سفر کردند. قطار در ساعت ۶ بامداد حرکت کرد و ساعت ۶ بعد از ظهر پس از پایان بازی به روزاریو بازگشت.
برای کنترل شدید بازیکنان آرژانتین در طول مسابقات، مدیران آرژانتینی آنها را به یک اردوی تمرینی در تیگره، استان بوئنوس آیرس منتقل کردند. نوعی بازی بومی به نام Bocce، ماهیگیری و موسیقی برخی از فعالیت‌های بازیکنان در زمان حضورشان در آنجا بود.
روز جمعه قبل از فینال، در حالی که بازیکنان اروگوئه در اردوگاه خود در شهر ویسنته لوپز استان بوئنوس آیرس بسکتبال بازی می‌کردند، مدیران آرژانتینی بازیکنان را از تیگره به هتلی در مرکز شهر بوئنوس آیرس منتقل کردند، جایی که آنها به شدت کنترل می‌شدند تا تمرکز اصلی روی بازی نهایی باشد. به طوری که با وجود برگزاری کنسرت بزرگ Carlos Gardel – José Razzano در Teatro Esmeralda، در نزدیکی هتل محل اقامت بازیکنان، هیچ‌کس نتوانست از هتل خارج شود.

## مسابقات
| تیم      | بازی | برد | مساوی | باخت | گل زده | گل خورده | تفاضل گل | امتیاز |
| -------- | ---- | --- | ----- | ---- | ------ | -------- | -------- | ------ |
| آرژانتین | ۳    | ۳   | ۰     | ۰    | ۵      | ۰        | +۵       | ۶      |
| برزیل    | ۳    | ۱   | ۰     | ۲    | ۴      | ۳        | +۱       | ۲      |
| اروگوئه  | ۳    | ۱   | ۰     | ۲    | ۳      | ۴        | −۱       | ۲      |
| پاراگوئه | ۳    | ۱   | ۰     | ۲    | ۲      | ۷        | −۵       | ۲      |

| آرژانتین           | ۱–۰ | برزیل |
| ------------------ | --- | ----- |
| جولیو لیبوناتی ۲۷' |     |       |

| پاراگوئه             | ۲–۱ | اروگوئه        |
| -------------------- | --- | -------------- |
| Rivas ۹' · López ۶۶' |     | Piendibene ۸۳' |

| پاراگوئه | ۰–۳ | برزیل                           |
| -------- | --- | ------------------------------- |
|          |     | Machado ۲۱'، ۴۴' · Candiota ۴۶' |

| آرژانتین                                         | ۳–۰ | پاراگوئه |
| ------------------------------------------------ | --- | -------- |
| جولیو لیبوناتی ۱' · Saruppo ۷۱' · Echeverría ۷۶' |     |          |

| اروگوئه            | ۲–۱ | برزیل      |
| ------------------ | --- | ---------- |
| آنخل رومانو ۱'، ۸' |     | Zezé I ۵۳' |

| آرژانتین           | ۱–۰ | اروگوئه |
| ------------------ | --- | ------- |
| جولیو لیبوناتی ۵۷' |     |         |

## نتیجه
| جام ملت‌های آمریکای جنوبی ۱۹۲۱ |
| ----------------------------- |
| · آرژانتین · اولین عنوان      |

## گلزنان
۳ گل
- جولیو لیبوناتی

۲ گل
| - Machado | - آنخل رومانو |  |

۱ گل
| - Raúl Echeverría - Blas Saruppo - Candiota | - Zezé I - Ildefonso López - Gerardo Rivas | - José Piendibene |